# Fissidens cyprius
Fissidens cyprius är en bladmossart som beskrevs av Juratzka in Unger och Karl Theodor Kotschy 1865. Fissidens cyprius ingår i släktet fickmossor, och familjen Fissidentaceae. Inga underarter finns listade i Catalogue of Life.